# オナニー
オナニー（ドイツ語: Onanie）は、性交ではなく、自分の手や器具などを用いて自らの性器を刺激し、性的快感を得る行為である。自慰、手淫、マスターベーション（英語）、セルフプレジャー（英語）などともいう。
一般にヒトでは、男性の場合は射精とオルガズム、女性の場合はオルガズムのみにより目的が達成するとされる。中世までは主に宗教的な立場から忌むべき行為とされ、近代では医学的な立場から害であるとされたが、現代では一般的な行為とされ、医学的にも行為に特別な害があるとはみなされていない。

## 日本における呼称
日本の中世では「せつり」といったが、また『宇治拾遺物語』に「かはつるみ」とあり、この「かはつるみ」は「皮とつるむ（接交する）」の謂とされる。更に平安時代初めの編纂と見られる「神楽歌」には「肱挙（かひなげ）」という語彙もある。
近世以来、男性のオナニーを「せんずり」とも「へんずり」ともいい、江戸時代の川柳に「千摺りは隅田の川の渡し銛　竿を握いて川をアチコチ」とある。
日本では男女のオナニーは「手淫」、「自涜」とも言い、手淫は幕末、自涜は明治初期に考案された呼称である。「自涜」は、自らを穢すという意であり、「手淫」にもオナニーを忌むべきものとする考えが背景にある。また、積極的な婉曲表現として「セルフプレジャー」（英語: self pleasure）は猥褻でない保健用語として使用が奨励されているが、普及は進んでいない。
若者を中心にスラングとして「シコる」「ヤる」「抜く」「オナる」「ひとりエッチ」「マス（を）掻く」「致す」「イく」などと表現する場合もある。
また、「マスターベーション」（英語: masturbation）という言葉や、スラング的な意味で「wank」が用いられる場合もある。

## 語源

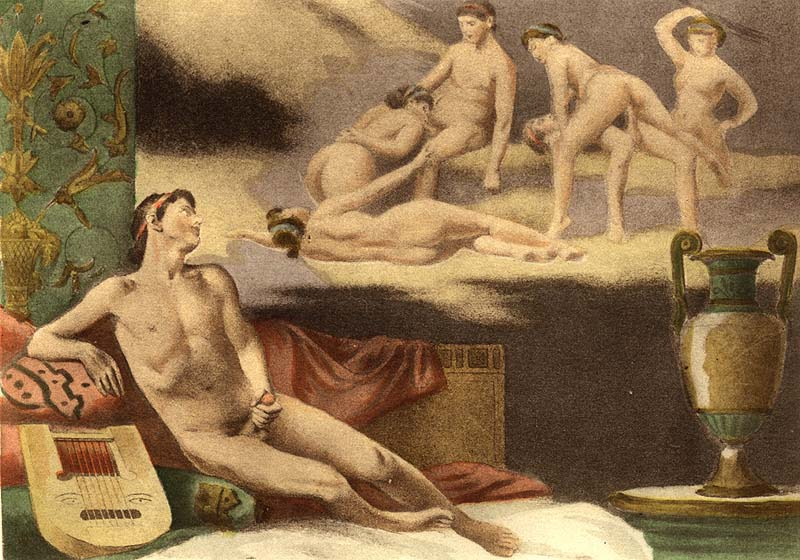
オナニーをする男性

オナニー (独: Onanie) の語源は、『旧約聖書』「創世記」中の記述に由来する。
「創世記」38章にオナンという名の男が登場する。彼は兄エルが早死にしたため、その代わりに子孫を残すべく兄嫁タマルと結婚させられた（逆縁結婚）。しかしオナンは兄のために子を残すことを嫌い、性交時は精液を膣の中に放出せず、寸前で陰茎を抜き精液を地に漏らして避妊をしようとした。しかしこの行為は神の意志に反するものとされ、オナンは神によって命を絶たれた。オナンがおこなったのは膣外射精であるが、語義が転じて生殖を目的としない射精行為としてオナニーという言葉が使われるようになった。これは自慰それ自体が罪だとされたのではないという見方もある。

## 歴史

### 非道徳性
西洋ではオナニーが聖書の説くところの罪にあたるか、道徳的に許されるかなどが古来より議論の的となってきた。
『旧約聖書』の神は「生めよ増やせよ地に満てよ」と人間に命じている。語源となるオナンの行為は神の意図に逆らう宗教的な反逆である。ユダヤ教・キリスト教では、性交は生殖のために神から命ぜられた行為であると位置づけられているため、生殖を目的としない行為であるオナニーは売春などと同様に神の命令に背く行為とされ非道徳的であり、罪にあたるとする伝統もあった。オナニーの法的規制の例としては、厳格なピューリタンによってひらかれた植民地時代のアメリカ合衆国コネチカット州ニューヘイブンにおいて1640年代の法典では「冒涜者、同性愛者、自慰者への最高刑は死刑」と規定されている 。
ただしオナンの罪とは、正確には生殖を目的としない射精行為でも、無駄に精液を地に漏らしたことでもなく、古代社会のレビレート婚の掟を破り、兄の未亡人に子供を与えねばならぬ義務を果たさなかったことであると前述したように、時代の風潮にあわせてオナンの罪は、微妙に変化してきた。西洋の反オナニー言説を「宗教の産物」と直結することはできない。モッセによると、18世紀以降の反オナニー言説はナショナリズムの産物である。日本でも反オナニー言説は、少なくとも江戸期からあり、明治期には広く流布している（#日本における歴史の項参照）。

### 西洋における反オナニーの歴史

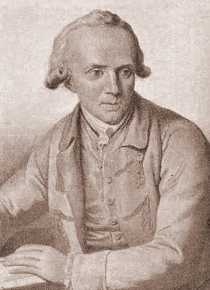
サミュエル・オーギュスト・ティソ

17世紀以前にはオナニーを罪とみなす宗教者の言説はあるが、オナニーそのものへの言及はさほど多くないともされる。西洋では「固まりミルク」と称して村の少年たちが精液の飛ばし合いっこをしていた。16 - 17世紀の主流をなしていたガレノス医学では、オナニーはむしろ奨励されていた、ともいう。ただし宗教者の中では、たとえ健康のためであっても自然に反する行為であって許されない、という意見が主流であったという。
反オナニーが人口に膾炙するきっかけになったのは、1715年に出版された『オナニア』（著者匿名）であった。同書はオナニーの有害性を道徳面よりも医学面において特に強調し、著者が独占販売権を握るというオナニー治療に効果的な薬の購入を呼びかけていることから、金儲けが同書刊行の目的だった。1760年頃には、スイスの医師ティソが De Morbisex Manustuprationeを、1764年には『オナニスム』を出版する。これは、ヨーロッパ中に名声を博していた臨床医による、医学面からの有害性を訴えた本であり、ドイツの哲学者カントは『教育学』（1803年）において自慰の有害性を主張し、またルターも有害性を主張するなど、ティソのオナニー有害論は広く影響を与えた。
反オナニーは19世紀半ばに最高潮に達する。医師である彼の「学説」によって道徳面以上に医学面での有害性が強調された。原因不明の多くの疾患が、オナニーにより引き起こされるとみなされた（くる病、関節リューマチ、肺炎、慢性カタル、視覚・聴覚の衰えなどなど）。1882年のフランスの精神病医専門誌における「二人の少女の神経障害を伴ったオナニズムの症例」というデミトリオス・ザムバコ医師による論文に、医学アカデミー会員のゲラン医師の示唆により、女性器を焼き鏝で焼却すると脅したことや、ゲラン医師が何人もの女性に、その焼却治療を施し結果を得ていたことが記されていた。
（反オナニーを含む）セクシュアリティ統制にはナショナリズムの台頭が影響している。18世紀以降の西ヨーロッパ諸国（独英仏伊）では、下層階級からも貴族階級からも自らを差別化しようとする、中産階級の価値観、リスペクタビリティ（市民的価値観）が生まれる。18世紀以降のナショナリズムは、この中産階級の作法や道徳を吸収し、全階級に広めた。その鍵になるのはセクシュアリティの統制であり、「男らしさの理想」である。ここにおいて、マスターベーションに耽るオナニストは顔面蒼白、目が落ち窪み、心身虚弱な人間と表象され、男らしい闘争や社会的達成という国民的ステレオタイプとは相容れないとされた。
またデュシェは、オナニーという私的な空間で行われる行為の禁止を通じて、私的な空間そのものを監視しようという社会の欲望を指摘している。
1939年にはカルノー医師により性教育面での言及が行われ、1968年を境に、セクシュアリティについての社会的見解に変化が起こったといわれる。

### 日本における歴史
13世紀の『宇治拾遺物語』には、源大納言雅俊が法会を催すに際して僧を集め、一生不犯である旨の起請（女性との性行為をしたことがなく、今後もしないという誓い）をたてさせたところ、1人の僧が「かはつるみはいかが候べき」（オナニーはどうなのでしょう？）と青い顔をして尋ねたので、一同が大爆笑した、という記述がある。

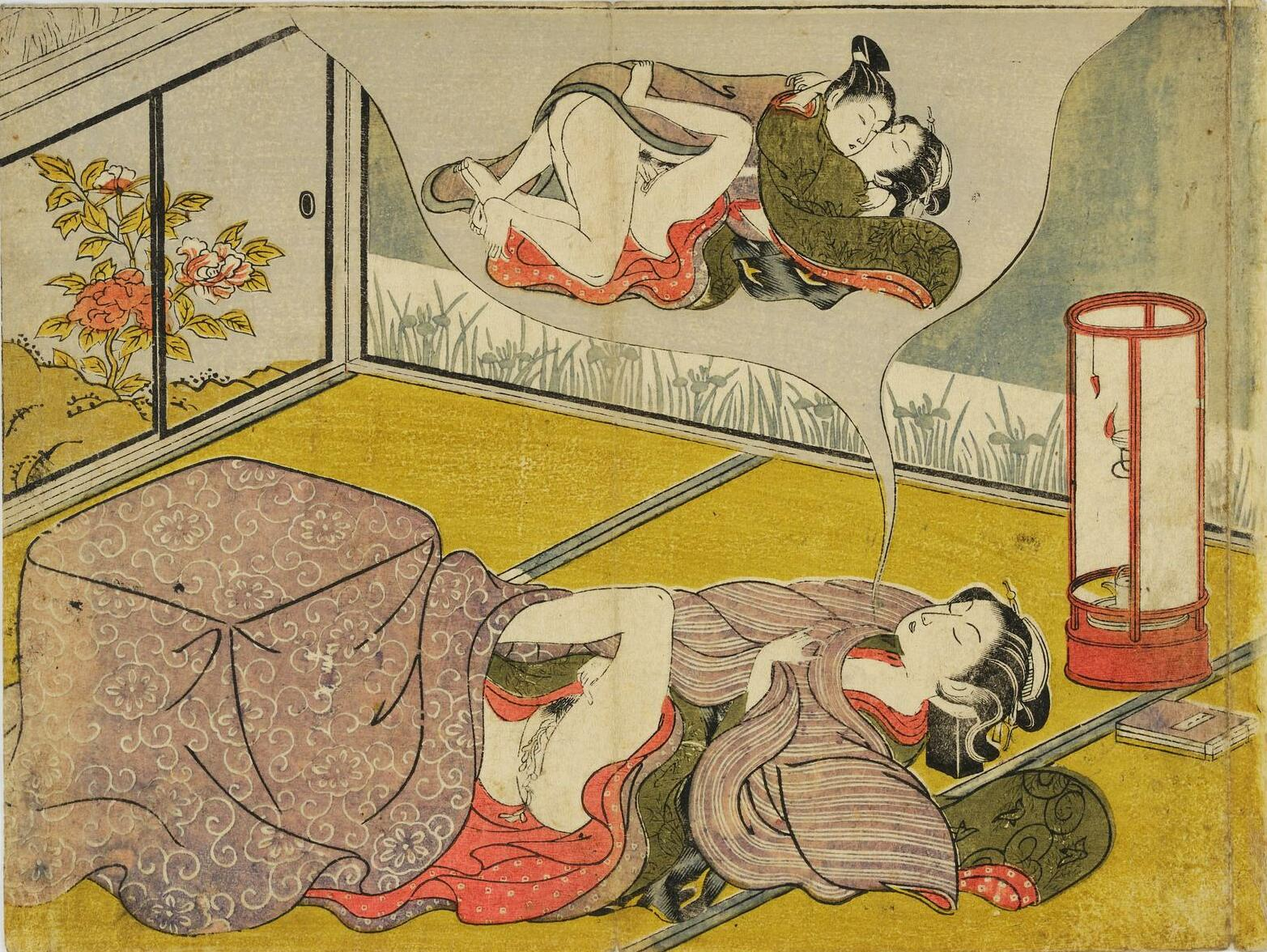
春画に描かれた女性のオナニー

江戸期の儒医学者・貝原益軒の『養生訓』（1713年）では、オナニーと性交を区別する記述はないが、精液を減損しないことが養生の基本とされ、性行為そのものを否定はしないが、過度に陥ることは害とされる。このように精液減損の観点から健康維持を説き、性行為が過度に陥ることを戒める発想は、江戸期の性を扱った書物に一般的なものであったともいう。中にはオナニーを性交と区別して否定するものもある。このような発想は武士階層のみならず、漢方医の必携書にも同様の記述が見られることから漢方医を通じ、町人、農民層を含めた広範な範囲に広まっていたと考えられる。これが日本において、明治期の開化セクソロジーに見られる反オナニー言説がすんなりと受容される土台となった。だが、近代以前はそれ以降に比べ、オナニーに関して比較的おおらかであったと言える。山梨県南都留郡道志村には明治末期まで若者宿が残されており、気の合った若衆たちは娯楽場として若者宿に集い、ペニスの大きさを競い合ったり精液の飛ばし合いをしていた。
明治初期には『造化機論』（アストン著、千葉繁訳）を嚆矢としてセクシュアリティに関わる言説が多く生産される。数々の西洋の書物の訳書、或いは地方の士族、東京の平民、ジャーナリストらによって書かれた書物群では、生殖器や性行為に関して様々な観点から論じられているが、その多くがオナニーの害について述べている。ただし、その理論的根拠には二系統あり、一つは「精液減損の害」という『養生訓』に見られる観点から論じられるもので、必然的に「オナニーの害を被る主体は男。オナニーとセックスはどちらも過度であれば害。害は、身体・健康に関わるもの」となる。もう一方は「三種の電気説」を根拠にするもので「オナニーの害は性別問わず。セックスとオナニーの害は別もの。害は、精神にも及ぶ」という主張。
また、明治10年代の医学界の成立にともない、専門家集団の間でもオナニーの有害性は検討されはじめ、1877年（明治10年）創刊の『東京医事新誌』では、1879年（明治12年）からオナニーの害についての言及が始まる。なかには、性欲を抑制することの害を述べるものもあるなど、全体として単純なオナニー有害論とは距離を置いている。オナニーは神経病の原因か、結果かという問いが、ここで浮上する。1894年（明治27年）、クラフト＝エビングの『色情狂編』が出版され、様々な「精神病」や「色情狂」の症状とオナニーの関係が検討される。オナニーは様々な「病」（精神病・神経衰弱・同性愛や露出狂を含む各種色情狂）の「原因」なのか「誘引」なのかが検討され、「誘引」であると結論される。クラフト＝エビングは明治期にオナニーを論じた医学者たち（山本宗一、森鷗外、富士川游）などに多大な影響を及ぼした。このような例外はあるものの、明治後期の日本の医学者たちによる検討は、全般的に統計的・実証的な調査を行った上でなされたわけではなく、単に西洋の書物の受け売りでしかなく、オナニーは様々な「病」の「原因」か「誘引」かについては、医学者たちの見解は分かれていた。自慰という日本語を作った小倉清三郎や政治家の山本宣治などオナニー有害論に反論した者もいたが少数派に止まっていた。
明治初期のセクシュアリティに関するテクストは、市井の人々かジャーナリストによって書かれていたが、明治30年代以降、その主な担い手は「医学士」「○○病院院長」などの肩書きを持つ人びと（専門家集団）へと移行する。ただし、医学界といっても、その専門分化によって論理の内実は変わる。医学専門家内部では、オナニーの有害性に相当の疑問がもたれていたにもかかわらず、衛生学のテクストではオナニー有害を前提として、学校や家庭における青年の監視の必要性が主張されている。

### 貞操帯

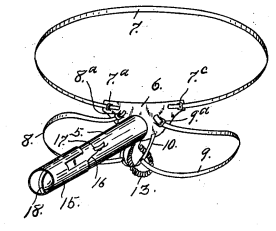
1903年にAlbert V. Toddが出願した米国特許の貞操帯

西洋における反オナニー思想はさまざまな器具の考案を生み出した。一例として、右図はオナニーの誘惑から青少年を守るために考案された貞操帯の特許である。青少年のペニスを図のサックに挿入し、ベルトを腰に巻き固定する。本人にはこの器具が外せないようになっている。もし、本人が誘惑にかられて、ペニスに手を伸ばしてオナニーを始めると、大きな警報がなり、周囲の注意を喚起せしめるようになっている。警告にもかかわらず本人がオナニーを続けると、器具につなげられた電気回路が作動して電撃がペニスに走り、一気に萎えさせるような仕掛けになっている。ただし、この器具がどの程度普及したかどうかという記録は残っていない。
このような装身具は子供用にもつくられており、電撃はないが安易に性器を刺激できないよう堅い皮製のパンツ（男児はペニス部分がペニスサックのようにとびだし、女児には性器を覆うような形をしたもの）をはかせ、性器を手で刺激しにくいようにしていた。しかし、実際にはなんとか快感を得ようと物に押し付けたりしてオナニーしていたようである。

## 宗教的見地
こうして続いてきた自慰に関する人々の対応、扱いの変遷だが、現在も自慰行為が倫理的には罪とみなす宗教が存在する。

### カトリック教会
カトリック教会では自慰は罪とされ、『カトリック小事典』によると「自慰は生殖機能のひどい乱用であって、完全に同意して意識的に行う場合は大罪である。この行為が罪であるのは、生殖能力を作動させておいて、その自然の行為、神から定められた目的を達成させるのを妨げる点にある。（語源はラテン語manu「手によって」＋stupare「自分自身を汚す」）。」としている。
また、ペルー・カリタスの配布する『簡単なカトリック・カテシスモ（要理）』によると、「第6戒 姦淫してはならない。自分と他人の身体を尊敬するように、言葉と行いにおいて、貞潔、純潔でありなさい。（Ga5,19-21;1Co6,9）禁止：自慰、姦淫、近親相姦、ポルノ、ホモ行為、売買春、強姦。」とし、自慰を禁止された行為、としている。

しばしばリベラル寄りであると言われる日本のカトリック教会ではこの傾向がさらに強く、彼らによる『カトリック教会の教え』では、自慰についてこう述べられている。
このように、やはり自慰を罪とみなす姿勢を前提とした言明ではあるものの、自慰をする者をいたずらに糾弾すべきでないことが強調されているのである。

## オナニーの方法

### 男性
主に、陰茎を手で握るかつまみ、上下にピストン運動を行う。これを「手淫」ともいう。
亀頭や陰茎を手や物で刺激したり、床やベッドに押し付けたりして行う場合もある。いわゆる仮性包茎の場合、包皮を手や物を用いて引っ張ったりつまんだり、包皮を亀頭に被せたり露出させたりするなど、包皮に刺激を与えて行う場合もある。オナホール（女性器を模したものやTENGAなど）などの性具を使用したり、乳首や陰嚢も手で刺激しながら行う場合もある。包皮は亀頭を保護する膜なので、包皮を被せたまま刺激するケースも多い。陰茎に刺激を与え続けるとオーガズムに達し、精通以後であれば射精し、精通以前の男児であれば射精を伴わないドライオーガズムに至る。
刺激だけで射精に至る場合もあるが、性的興奮を高めるため、アダルトビデオ・アダルトサイト・エロ本を視聴したり、性的対象の人物や、特定の場面を空想したりしながらオナニーを行うこともある。これらをスラングで「オカズ(ズリネタ)」「オナペット」=オナペともいう。中にはアダルトアニメ・アダルトゲームなどを視聴しながら行う者もいる。
射精に至るまでの時間は、個人や状況によって異なり、すぐに射精する者から2時間以上かける者もいる。一度射精すると勃起状態が一気に解消されるため、短時間で連続して射精しようとしてもできない。オナニーを行う頻度も、人により様々である。
性行為と同様、一般的にはオナニーは他人に見られることを避け、1人で行うものである。しかし、それを利用し、本人の意に反し、あえて人前で陰茎を晒させオナニーをするよう命じ、他者に見られている状態で勃起、射精などをさせ、当人に羞恥心や屈辱感を与えるなどの行為を、性的いじめや「性的シゴキ」、「儀式」として行うこともある。反対に、他人にオナニーを見られたりすることや、命令や強要のもとにオナニーをすることや、他人により陰茎に刺激を与えられることなどで性的興奮が高まる者もいる。また、第二次性徴の心身の発達などから来る、自分以外の同性の性器やオナニーへの好奇心、連帯感、あるいはセクシュアリティから、自ら進んで同性の友人同士など複数人で一緒にオナニーや射精を見せ合ったり互いに相手の陰茎を刺激しあうこともある。またそのような行為を商材としたアダルトビデオも存在する。

### 女性
基本的に陰核への刺激であるが、まず陰核の包皮上と陰核周囲に刺激を与え膣分泌液の分泌を促す。次に、膣分泌液を指先につけ、その指で陰核の包皮を剥いて陰核を刺激する。また、陰核以外の性感帯へも刺激を行う。それを行うことで尿道口から液体が吹き出す現象、いわゆる潮吹きに至ることもある。
バイブレータ（陰茎を模した振動機）を使用する人もいる。また、陰部を圧迫するだけでオーガズムに達するという人もいる。
女性科学研究所によると女性は、基本的に男性と違いホルモンバランスの影響を除き生理的な欲情が発生しないため外的要因によって、脳を興奮状態に置く必要があるとされている。その例として「好きな男性が抱きついてくること」や「実際に性交に及ぶことをイメージする」などがあげられる一方で「ポルノ映画などのシーンを想像することは少ない」とされている。それに加えて純粋に体の気持ちいい場所を探すことや脳を興奮状態にできるようにオナニー時の衣装やオナニーを行う場所を選ぶ必要がある。また女性は18歳までに約80%が自慰行為を経験しているという。
助産師の大貫詩織は、「多くの女性が、自分の性欲を恥ずかしいものと認識しているが、セルフプレジャーは自分の快楽を知る上では有効な手段である」と指摘している。

### 道具
オナニーは手のみで行うことが多いが、人によっては道具を使用する場合がある。
男性の場合、オナホールと呼ばれる女性の膣を形取った物に挿入することで、女性器への挿入に近い快感を得て射精する場合もある。同様に女性の場合は、男性器を模した性具ディルドー（昔はこれを「張形」と呼んでいた）を使用する場合もある。また電動で振動する「バイブレーター」を膣口に挿入し性交に近い快感を得る者もいる。
また、異性の人形ラブドール（ダッチワイフ）を使って、擬似的な性行為を行なう者もいる。

### 前立腺などへの刺激
直腸に指や性具や浣腸を挿入し刺激することをアナルオナニーと呼ぶ（略してアナニーと呼ぶ場合もある）。単に挿入の快感そのものを楽しむものや、S字結腸を刺激し楽しむもの。男性の射精（オーガズム）は前立腺の刺激によるものであるため、エネマグラなどの器具で直接前立腺を刺激して性的快感を得る方法もある。この場合、オーガズムに達しても射精を伴わないので、長時間にわたって快感を得ることが出来る。この前立腺は、女性のGスポットと呼ばれる部位と同じであると考えられている。

## 医学的な見地からみたオナニー
通常は特に悪影響はなく至って普通の行為である、とするのが医学的コンセンサスである。ただし、やり方によっては身体に悪影響を与えることもありうると指摘する向きもある(後述)。

### 身体的影響
男性では、陰茎を握る握力が強すぎたり、陰茎を床にこすりつけながら行うオナニー（俗に床オナと呼ばれる）など、刺激の強いオナニーを継続することで、女性の膣内での射精が行えなくなる、膣内射精障害がおこり得る。これは男性不妊症・性機能障害の一種でもある。詳しくは当該項目を参照。

### オナニーの有用性について

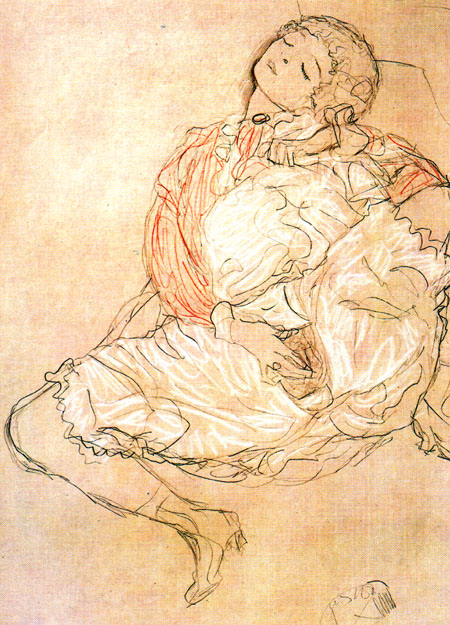
オナニーする女性 グスタフ・クリムト画（1913年）

自らの指を汚しながら人間が人間であることを確認する行為である。上記のように、オナニーに関する道徳的議論の影響の中で、オナニーが体に害を及ぼすという公正世界の幻想は、オナニーが体に良いという発見を一般に浸透させることを妨げてきたが、下記のように学問の世界では常識である。多くのメンタルヘルスサークルでは、オナニーをすることによってうつ病の症状が緩和され、自尊心が高まるとされている。
国際的な集団マスターベーションイベント「マスターベータソン」のホストであるキャロル・クイーンは、
「なぜマスターベーションをするのか？」という問いに対し、人にとって究極の恋人は自分自身であるとし、マスターベーションは自己愛の喜びに満ちた表現であり、究極のセーフセックスであるという。また、マスターベーションは性に関する意識を高め、心臓の血管や骨盤の筋肉を鍛える効果があり、ストレスの軽減、前立腺感染症や膣カンジタなどの予防に繋がるなど、健康上の利益があると主張している。
現代的な考えではオナニーを性交の練習として捉える傾向もある。自身の性的快楽の習得方法を学ぶ方法として有用であり、同時にパートナーの性的快楽を理解し把握する訓練に利用できるとするものである。
セックスもマスターベーションも血圧を下げる効用がある。ある調査によれば、最近マスターベーションをした人は、何ら性行動を行っていない人に比べて血圧が低かったという。
男女の性的快楽は陰茎・陰核の亀頭部が主体となるが、一箇所の刺激のみでは飽きに陥りやすい。このためオーガズムに到達する時間が長引くか、あるいは意欲が喪失することがある。そこで新たな刺激を求め、身体の亀頭部以外の場所（性感帯）を刺激したり、エロティックな視聴覚対象などで興奮を高めたりする。これは性交においても同じであり、飽き回避の方法を習得しパートナーとの性的快楽をよりよい方向へ導く学習としても有用である。
2016年にハーバード大学公衆衛生教室から発表された、アメリカ人の男性を約20年間追跡調査した研究によると20代の時に月21回以上射精していた人の前立腺癌のリスクは、4～7回の人よりも2割少なかった。

### オナニー行動
オナニーは、老若男女を問わず見られる行為だが、特に性的欲求の高い思春期 - 結婚前の若者に、よく見られる。
また、思春期前であってもオナニーは多く行われ、女児では、生まれつき陰核に快感が得られ、手で性器を刺激するほか、机の角に性器をこすりつけたり布団をはさんだりする。男児では、手で刺激するほか、床にこすりつけたりし、行為次第では男児女児ともオーガズムを得られる。このオーガズムは成人と変わりないが、男児では精子が生産されないために、女児のように性器の律動運動のみが観察される。オーガズムを得る年齢はキンゼイらの報告によれば1歳未満でも習得可能であることが示されており、別の研究者によれば女の胎児が胎内でオーガズムに似た行動を観察したという報告もある。
幼児オナニーについての議論には、それと対比して、思春期以降のオナニーを、他者との性的接触、異性との性器の結合を想像しながら行う、性交代替行為と捉える向きがあり、幼児期のオナニーにはそのような性的な意味合いがなく、単に気持ちがいいから触っている、もしくは陰部を擦り付けているのだとし、そのような幼児期のうちからオナニーをしているからといって将来を心配するようなものではないとする意見がある。
しかし、精通を迎えたばかりの思春期初期の男児は性交代替行為としてオナニーをしているのか、ただ単に気持ちがいいからしているのか、単に気持ちがいいからしているオナニーは性的なものではないのか、その境界を示す調査データは存在しない。
日本性教育協会第2回性行動調査によると、男性は女性に比べてかなり早い段階でオナニーを経験する傾向がある。マスターベーション世界調査（2018年）では世界18か国中、最も初体験年齢が若いのは日本である（平均14.6歳）。ただし習ったことがあると答えた割合は日本が最下位であった（14％）。
オナニーは病気でもなく害もないが、慎むべきものとする風潮が以前はあった。だが、現在の性教育では、こうした否定的評価は従前に比べると、やや緩和されつつある。男性では射精を伴うことから、行為後に場合によってはかなり疲労を覚える。快楽度が高く一度覚えると何度も繰り返す、いわゆる中毒になる場合があるが、それは医学的な問題はない。
オナニーは一人で行う行為であるので、他人から干渉を受けないように一人になれる場所で行うのが通常である。そのため他人のオナニーを目にする機会はあまりないので、それを見てみたい・見せたいと思う者もあり、アダルトビデオではひとつのジャンルとなっている。また、夫婦やカップルにおいては、性行為時のひとつのバリエーションとして互いにオナニーを見せ合う（「相互オナニー」「相互観賞」等という）ことも行われる。さらには、男性客のオナニーを女性店員に見せるオナニークラブ（オナクラ）と呼ばれる風俗店もある。

### 薬物の副作用
ドーパミン受容体パーシャルアゴニスト作用を有するアリピプラゾール（エビリファイ）を使用中に異常性欲（異常に頻繁なマスターベーション）や性的倒錯（性的本能）の発症例が報告されている。アメリカ食品医薬品局 (FDA) は、アリピプラゾールによる強迫的な性的行動に警告している。

## オナニーに関する統計調査

### オナニーの経験率と開始年齢、頻度
日本性教育協会が行ったアンケート結果によると、1999年までの調査では、年を追うごとに中学生のオナニーの経験率が高まる、オナニー開始年齢の早期化傾向を示していたが、その後は遅延に転じている。中学生（1年生から3年生の在籍者）、高校生（同）の経験率が1999年から2011年にかけて1割以上も減少しているのに対し、大学生の経験率は3%の減少にとどまっていることから、オナニーをしない層が顕著に増加したのではなく、開始年齢が遅延しているものといえる。
| 0 50 100 (%) 経験率 大学生 高校生 中学生 1987 92.2 81.2 30.0 1993 91.5 80.7 33.0 1999 94.2 86.1 41.6 2005 94.4 79.8 28.1 2011 91.1 74.6 23.0 2017 92.2 78.4 25.4 |

（設問「あなたは、自慰（マスターベーション、オナニー）をしたことがありますか。」に「ある」（2005年調査まで）、「1か月以内に経験がある」及び「経験はあるが、ここ1か月はしていない」（2011年調査）と回答した男子の学校種別割合。調査対象に中学生を追加した1987年（第３回）調査以降の数値。）
| 年齢   | 12歳  | 13歳  | 14歳  | 15歳  | 16歳  | 17歳  | 18歳  | 19歳  | 20歳  | 21歳  |
| ------ | ----- | ----- | ----- | ----- | ----- | ----- | ----- | ----- | ----- | ----- |
| 1999年 | 13.8% | 27.6% | 46.3% | 67.4% | 80.6% | 87.9% | 93.7% | 88.7% | 98.6% | 85.7% |
| 2005年 | 20.0% | 15.1% | 30.4% | 48.9% | 69.5% | 83.0% | 89.6% | 92.2% | 94.9% | 93.8% |

（設問「あなたは、自慰（マスターベーション、オナニー）をしたことがありますか。」に「ある」（2005年調査まで）、「1か月以内に経験がある」及び「経験はあるが、ここ１か月はしていない」（2011年調査）と回答した男子の年齢別割合。）
ソフト・オン・デマンドが首都圏の16歳から59歳の男女に対して行った2009年
および2012年

の調査によると、男性のオナニー開始年齢の平均は2009年調査で13.2歳、2012年調査で13.4歳で、オナニーを開始した年齢で最も多いのが2009年調査では12歳（約22%）、2012歳調査では13歳（約25％）で、2009年調査、2012年調査とも、11歳から14歳までの間におよそ6割がオナニーを経験したと回答している。
オナニーの頻度については、16歳～19歳で週4～5回以上オナニーをすると回答した男性は42.1%、週1回以上オナニーをすると回答した男性は89.9%に達する。
同じく16歳～19歳の女性に関しては週4～5回以上のオナニーは35％と、男性と比べてやや少ないが、週1回以上オナニーをすると回答した女性は80％以上に達する。女性は性に対して男性より公に話しにくい傾向があるため、16％の女性が無回答の結果となったが、実際にオナニーをしている女性の数はこの結果より多いものだと認識されている。
（設問「あなたの過去1年間のマスターベーション（オナニー、自慰）頻度はどのくらいですか」に対する16歳～19歳男性・女性の回答）
また、オナニーをする場所については下表のようになる。
| 場所                           | 普段している | 普段している + したことがある |
| ------------------------------ | ------------ | ----------------------------- |
| 自分の部屋（ベッドや布団以外） | 62.8%        | 92.7%                         |
| ベッドや布団の中               | 31.2%        | 69.0%                         |
| 自宅のトイレ                   | 12.4%        | 48.5%                         |
| 風呂場                         | 7.5%         | 67.8%                         |
| 職場や学校のトイレ             | 1.5%         | 23.5%                         |

（設問「あなたはどこでマスターベーション（オナニー、自慰）をしたことがありますか。あてはまるものを全てお選びください」の回答結果上位5件）
男性に関してはオナニーをする場合、陰茎を上下に擦る行為が一般的であるが、女性に関しては陰核（クリトリス）、膣内、肛門、乳首等を刺激するなど様々である。調査によると、クリトリスが45％、膣内が38％と、女性器の刺激が全体の83％を占める。
（設問「オナニー、自慰を行うとき、どこを一番刺激しますか？」に対する20歳～30歳女性の回答）

## 動物の例
動物の自慰行為（Animal masturbation）としては、馬、鹿、パンダ、ヤマアラシ、セイウチ、コウモリ、鳥など霊長類以外の様々な種族で確認されている。高度な知能を持つ霊長類が、快楽のために道具を使う自慰行為も報告されていて、2016年に果物の欠片を用いたチンパンジーの自慰が確認され、2018年にも人間が捨てたペットボトルを用いた行為が確認されている。2022年にはカナダのレスブリッジ大学の研究で、猿（カニクイザル）が石を性器に擦り付ける行動が観察されている。